# Bawean

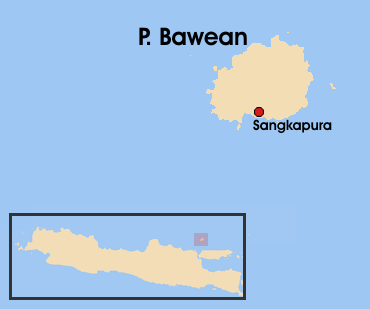
Bawean et Java

Bawean est une île située dans la mer de Java, à environ 200 km au nord de Surabaya en Indonésie. Administrativement, elle fait partie du kabupaten de Gresik dans la province de Java oriental.
L'île a un diamètre d'environ 15 km. Elle est dominée par un volcan éteint qui culmine à plus de 650 m au-dessus du niveau de la mer.
La population de Bawean est d'environ 65 000 habitants, dont 40 000 vivent dans le chef-lieu, Sangkapura.  
L'île est couverte de jungle et possède de belles plages de sable blanc et de la mangrove. Elle est entourée de récifs de corail et de bancs  de sable (noko).

## Langue et culture
À côté de la langue nationale, l'indonésien, les habitants de Bawean parlent un dialecte madurais.
En Indonésie, Bawean est surnommée "l'île des femmes" en raison du grand nombre d'hommes qui s'expatrient pour travailler comme marchands et marins. Un proverbe de Bawean dit qu'"on n'est pas vraiment un homme avant d'avoir passé plusieurs années à l'étranger". On trouve d'ailleurs d'importantes communautés de Bawean à Singapour, en Malaisie et même au Vietnam.
Les Bawean sont musulmans mais comme ailleurs en Indonésie, ils continuent d'observer des croyances et des pratiques traditionnelles. Une croyance à Bawean par exemple veut que qui plonge dans le lac de cratère Teraga Kastoba, mourra.

## Biologie
Le cerf de Bawean, ou cerf de Kuhl (Axis kuhlii) est une des quatre espèces du genre Axis des cervidés.

## Galerie

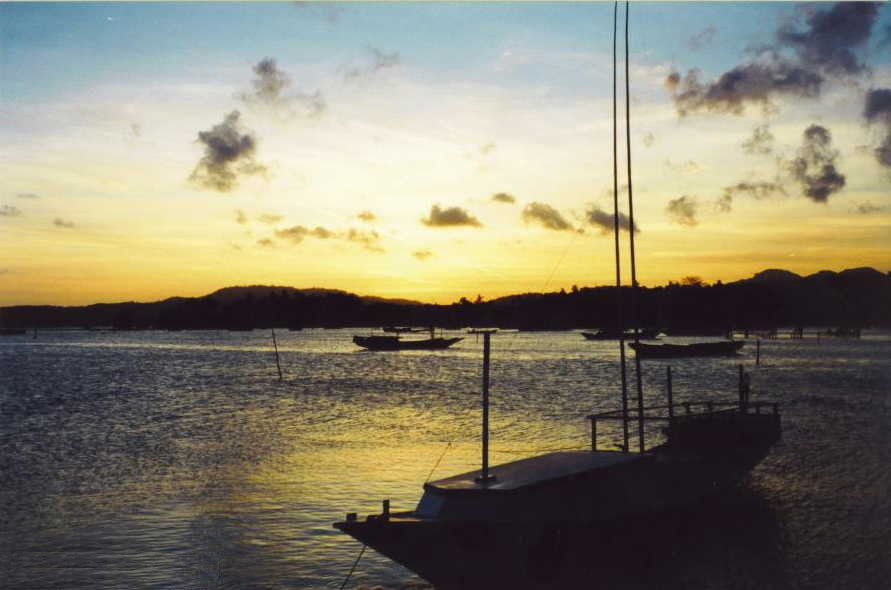
Coucher de soleil sur le port de Sangkapura
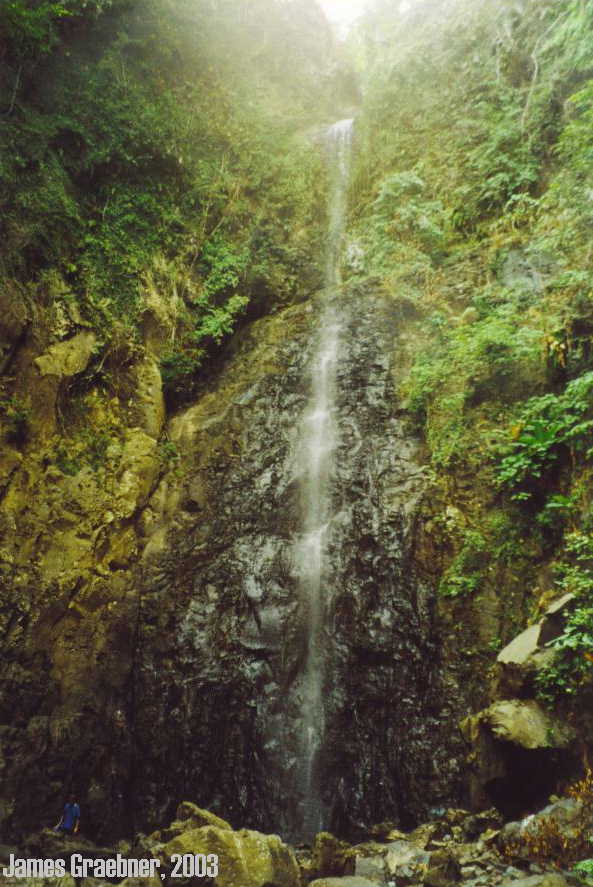
La chute d'eau du lac de Telaga Kastoba
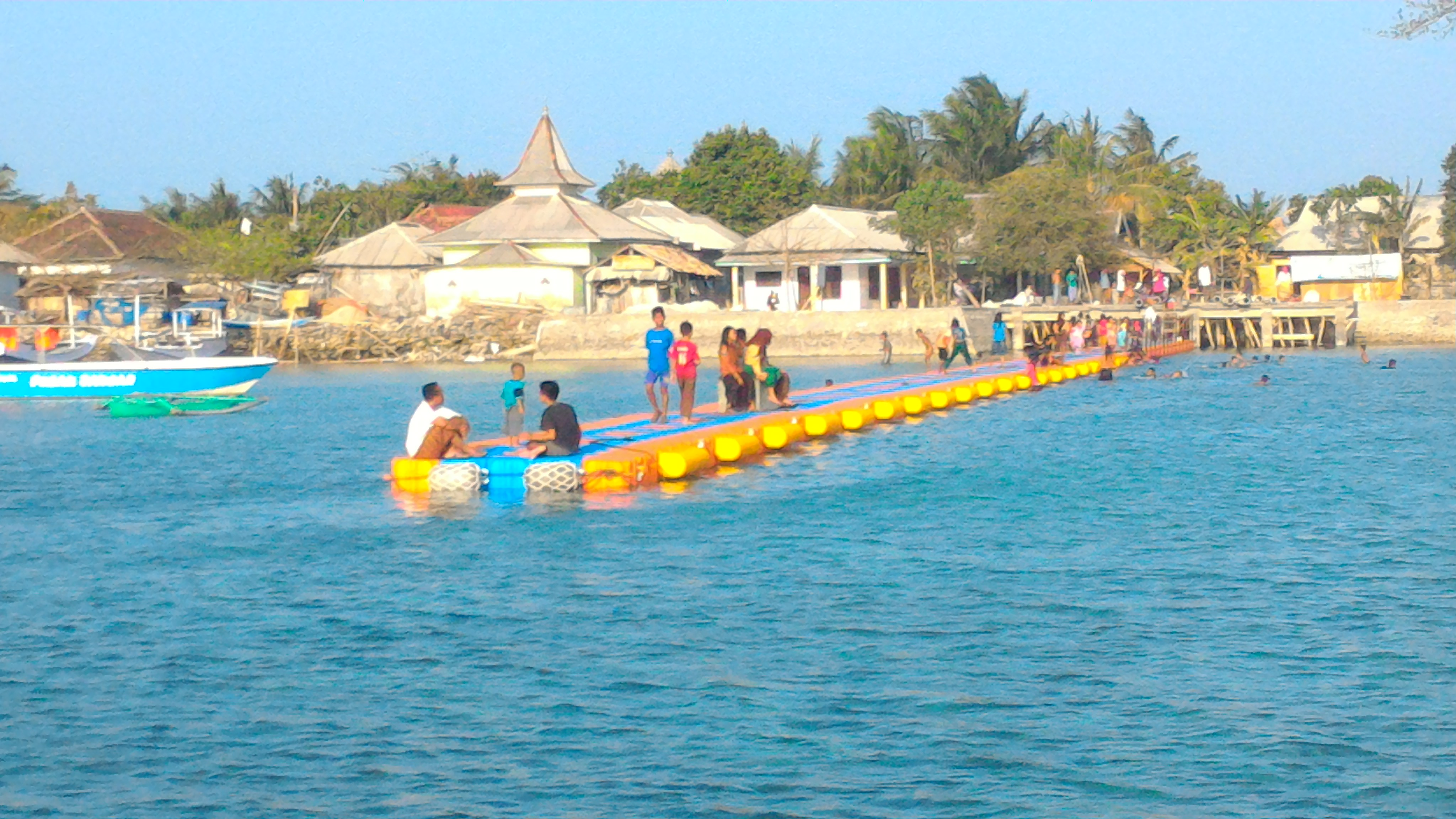
Jetée flottante sur l'île de Noko
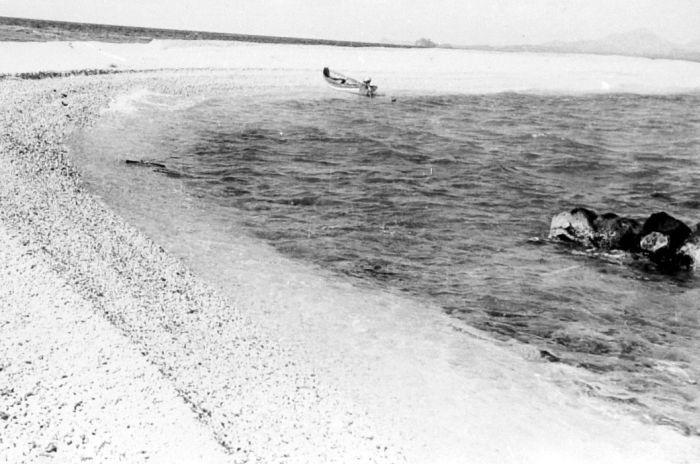
Plage corallienne sur l'île de Noko
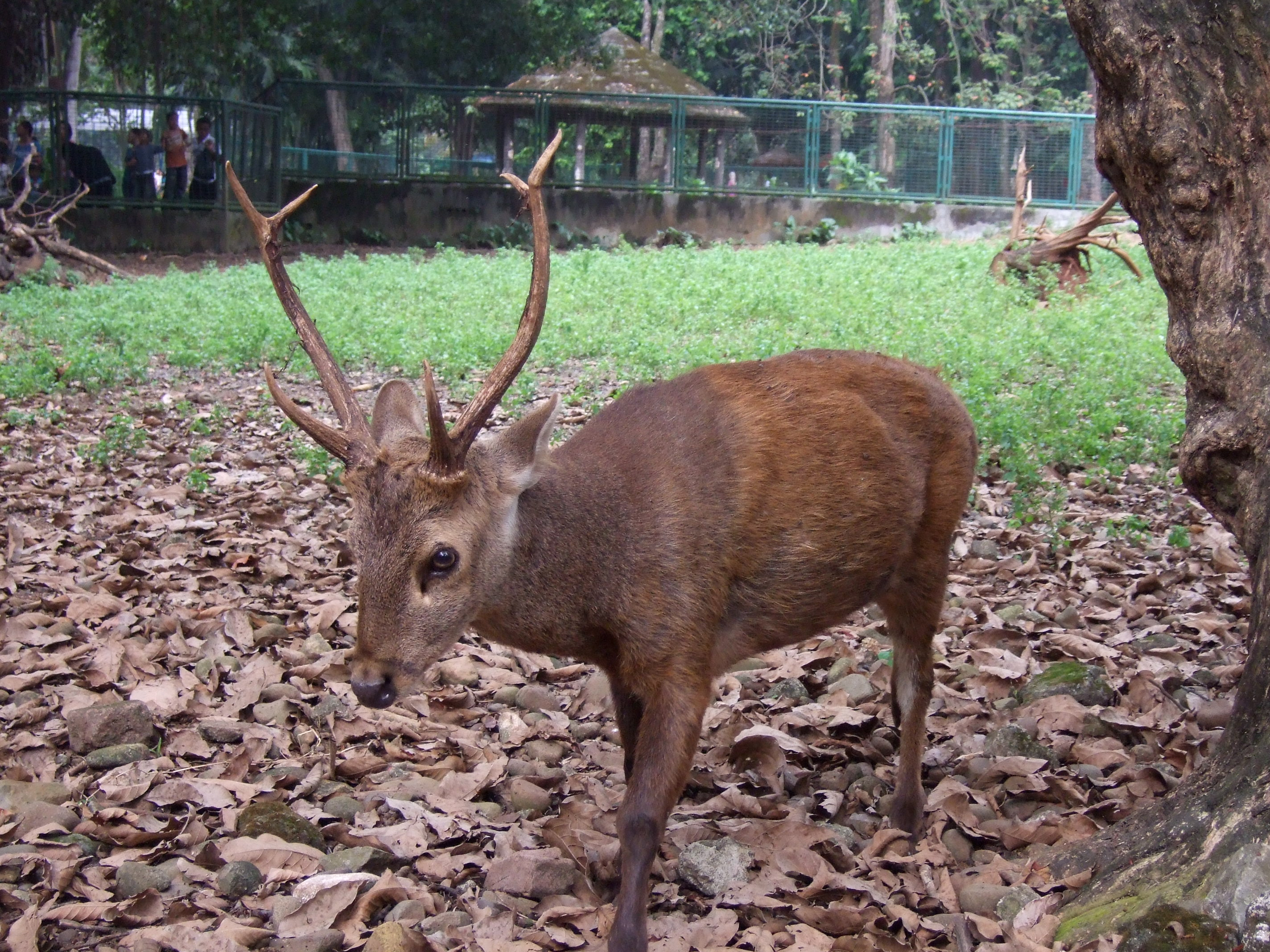
Cerf de Bawean